# Liga de Expansión MX
Liga de Expansión MX (ze względów sponsorskich Liga BBVA Expansión MX) – drugi poziom rozgrywek piłki nożnej mężczyzn w Meksyku. W lidze występuje piętnaście profesjonalnych klubów.
Podobnie jak w pierwszej lidze, rozgrywki są toczone systemem ligowo-pucharowym; po zakończeniu regularnego sezonu dziesięć najlepszych klubów kwalifikuje się do fazy play-off (tzw. Liguilli) – sześć najlepszych do ćwierćfinałów, a cztery kolejne do barażów o ćwierćfinały. Zwycięzca Liguilli zostaje zwycięzcą rozgrywek. W ciągu roku rozgrywane są dwa niezależne półroczne sezony – jesienią Apertura, natomiast wiosną Clausura.
W 2020 roku miała miejsce generalna reforma ligi. Przyjęto nazwę Liga de Expansión MX, zawieszono awanse i spadki oraz wprowadzono limity wiekowe dla zawodników występujących w rozgrywkach.

## Aktualny skład
|  |  | Klub             | Miasto          | Założenie | Stadion                 | Pojemność     | Kraj      | Trener                 | Od         |
|  |  | ---------------- | --------------- | --------- | ----------------------- | ------------- | --------- | ---------------------- | ---------- |
|  |  | Alebrijes        | Oaxaca          | 2012      | Tecnológico de Oaxaca   | 14 598 miejsc | Meksyk    | Arturo Alvarado        | od 10/2024 |
|  |  | Atlante          | Meksyk          | 1916      | Ciudad de los Deportes  | 32 330 miejsc | Meksyk    | Miguel Fuentes         | od 01/2025 |
|  |  | Atlético La Paz  | La Paz          | 2022      | Guaycura                | 5 490 miejsc  | Argentyna | Hugo Norberto Castillo | od 05/2025 |
|  |  | Cancún           | Cancún          | 2020      | Andrés Quintana Roo     | 18 844 miejsc | Ekwador   | Miguel Bravo           | od 05/2025 |
|  |  | Correcaminos UAT | Ciudad Victoria | 1980      | Marte R. Gómez          | 10 520 miejsc | Urugwaj   | Héctor Hugo Eugui      | od 01/2025 |
|  |  | Dorados          | Culiacán        | 2003      | Banorte                 | 20 108 miejsc | Meksyk    | Cirilo Saucedo         | od 05/2025 |
|  |  | Irapuato         | Irapuato        | 1911      | Sergio León Chávez      | 25 000 miejsc | Meksyk    | Daniel Alcántar        | od 07/2025 |
|  |  | Jaiba Brava      | Tampico         | 1982      | Tamaulipas              | 19 667 miejsc | Meksyk    | Marco Antonio Ruiz     | od 01/2025 |
|  |  | Mineros          | Zacatecas       | 2014      | Carlos Vega Villalba    | 20 068 miejsc | Meksyk    | Mario García           | od 01/2025 |
|  |  | Morelia          | Morelia         | 1950      | Morelos                 | 34 795 miejsc | Meksyk    | Gilberto Adame         | od 06/2025 |
|  |  | Tapatío          | Guadalajara     | 1973      | Akron                   | 46 232 miejsc | Meksyk    | Arturo Ortega          | od 01/2025 |
|  |  | Tepatitlán       | Tepatitlán      | 1944      | Gregorio „Tepa” Gómez   | 8 085 miejsc  | Meksyk    | Héctor Real            | od 07/2024 |
|  |  | Tlaxcala         | Tlaxcala        | 2014      | Tlahuicole              | 11 135 miejsc | Meksyk    | Marco Fabián Vázquez   | od 05/2025 |
|  |  | UdeG             | Guadalajara     | 1970      | Jalisco                 | 55 020 miejsc | Meksyk    | Alfonso Sosa           | od 09/2021 |
|  |  | Venados          | Mérida          | 1988      | Carlos Iturralde Rivero | 15 087 miejsc | Meksyk    | Rigoberto Esparza      | od 05/2024 |

## Triumfatorzy
| 1950/1951                                                      | Zacatepec (1)           | brak                                      | Zamora                                    | brak danych                               | brak danych             | brak danych       | Ignacio Trelles            | Zacatepec              |                     |  |
| 1951/1952                                                      | La Piedad (1)           | brak                                      | San Sebastián                             | Ricardo Zárate                            | La Concepción           | 21                | José Moncebáez             | La Piedad              |                     |  |
| 1952/1953                                                      | Toluca (1)              | brak                                      | Veracruz                                  | Carlos Carús                              | Veracruz                | 22                | Tomás Fábregas             | Toluca                 |                     |  |
| 1952/1953                                                      | Toluca (1)              | brak                                      | Veracruz                                  | Mateo de la Tijera                        | Toluca                  | 22                | Tomás Fábregas             | Toluca                 |                     |  |
| 1953/1954                                                      | Irapuato (1)            | brak                                      | San Sebastián                             | brak danych                               | brak danych             | brak danych       | Felipe Castañeda           | Irapuato               |                     |  |
| 1954/1955                                                      | Atlas (1)               | brak                                      | Cuautla                                   | brak danych                               | brak danych             | brak danych       | Felipe Zetter              | Atlas                  |                     |  |
| 1955/1956                                                      | Monterrey (1)           | brak                                      | La Piedad                                 | brak danych                               | brak danych             | brak danych       | Manuel Pando               | Monterrey              |                     |  |
| 1956/1957                                                      | Zamora (1)              | brak                                      | Morelia                                   | brak danych                               | brak danych             | brak danych       | Raúl Leguizamón            | Zamora                 |                     |  |
| 1957/1958                                                      | Celaya (1)              | brak                                      | Monterrey                                 | brak danych                               | brak danych             | brak danych       | Florencio Caffaratti       | Celaya                 |                     |  |
| 1958/1959                                                      | Tampico (1)             | brak                                      | Monterrey                                 | brak danych                               | brak danych             | brak danych       | Bela Kalloi                | Tampico                |                     |  |
| 1959/1960                                                      | Monterrey (2)           | brak                                      | Ciudad Madero                             | brak danych                               | brak danych             | brak danych       | Diego Mercado              | Monterrey              |                     |  |
| 1960/1961                                                      | Nacional (1)            | brak                                      | Poza Rica                                 | brak danych                               | brak danych             | brak danych       | Javier Novello             | Nacional               |                     |  |
| 1961/1962                                                      | Pumas UNAM (1)          | brak                                      | Ciudad Madero                             | Carlos Calderón de la Barca               | Pumas UNAM              | 29                | Octavio Vial               | Pumas UNAM             |                     |  |
| 1962/1963                                                      | Zacatepec (2)           | brak                                      | Ciudad Madero                             | Carlos González                           | Poza Rica               | 25                | Fernando García            | Zacatepec              |                     |  |
| 1963/1964                                                      | Cruz Azul (1)           | brak                                      | Poza Rica                                 | Carlos González (2)                       | Poza Rica               | 37                | György Marik               | Cruz Azul              |                     |  |
| 1964/1965                                                      | Ciudad Madero (1)       | brak                                      | Poza Rica                                 | Carlos González (3)                       | Poza Rica               | 26                | Ernesto Candía             | Ciudad Madero          |                     |  |
| 1965/1966                                                      | Nuevo León (1)          | brak                                      | Tampico                                   | Refugio Fernández                         | Laguna                  | 25                | Augusto Arrasco            | Nuevo León             |                     |  |
| 1966/1967                                                      | Pachuca (1)             | brak                                      | Laguna                                    | Ramón Guzmán                              | Zacatepec               | 26                | Ernesto Candía (2)         | Pachuca                |                     |  |
| 1967/1968                                                      | Laguna (1)              | brak                                      | Zacatepec                                 | José Zamora                               | Torreón                 | 24                | Juan Ángel Pérez           | Laguna                 |                     |  |
| 1968/1969                                                      | Torreón (1)             | brak                                      | Zacatepec                                 | Guillermo Arciniega                       | Tigres UANL             | 24                | Grimaldo González          | Torreón                |                     |  |
| 1969/1970                                                      | Zacatepec (3)           | brak                                      | Nuevo León                                | Francisco Mancilla                        | Zacatepec               | 21                | Ernesto Candía (3)         | Zacatepec              |                     |  |
| México '70                                                     | Unión de Curtidores (1) | brak                                      | Puebla                                    | brak danych                               | brak danych             | brak danych       | brak danych                | Unión de Curtidores    |                     |  |
| 1970/1971                                                      | San Luis (1)            | 2–1                                       | Zamora                                    | Mariano Guevara                           | San Luis                | 22                | Salvador Reyes             | San Luis               |                     |  |
| 1971/1972                                                      | Atlas (2)               | 4–0                                       | Tigres UANL                               | Ricardo Chavarín                          | Atlas                   | 26                | Alfredo Torres             | Atlas                  |                     |  |
| 1972/1973                                                      | Ciudad Madero (2)       | 0–0                                       | Irapuato                                  | José de Jesús Damián                      | Naucalpan               | 22                | Grimaldo González (2)      | Ciudad Madero          |                     |  |
| 1972/1973                                                      | Ciudad Madero (2)       | 2–0                                       | Irapuato                                  | José de Jesús Damián                      | Naucalpan               | 22                | Grimaldo González (2)      | Ciudad Madero          |                     |  |
| 1972/1973                                                      | Ciudad Madero (2)       | Mariano Guevara (2)                       | Irapuato                                  | Irapuato                                  |                         | 22                | Grimaldo González (2)      | Ciudad Madero          |                     |  |
| 1973/1974                                                      | Tigres UANL (1)         | 3–0                                       | UdeG                                      | José Luis Puente                          | Tigres UANL             | 30                | José Gómez                 | Tigres UANL            |                     |  |
| 1973/1974                                                      | Tigres UANL (1)         | 0–2                                       | UdeG                                      | José Luis Puente                          | Tigres UANL             | 30                | José Gómez                 | Tigres UANL            |                     |  |
| 1974/1975                                                      | Tecos UAG (1)           | 1–0                                       | Irapuato                                  | Raúl Mañón                                | Celaya                  | 37                | Everardo Villaseñor        | Tecos UAG              |                     |  |
| 1975/1976                                                      | San Luis (2)            | 1–0                                       | Celaya                                    | Alfonso Oviedo                            | Celaya                  | 31                | Carlos Miloc               | San Luis               |                     |  |
| 1975/1976                                                      | San Luis (2)            | 2–2                                       | Celaya                                    | Alfonso Oviedo                            | Celaya                  | 31                | Carlos Miloc               | San Luis               |                     |  |
| 1976/1977                                                      | Atlante (1)             | 4–2                                       | Querétaro                                 | Alfonso Oviedo (2)                        | Celaya                  | 32                | José Gómez (2)             | Atlante                |                     |  |
| 1976/1977                                                      | Atlante (1)             | 2–1                                       | Querétaro                                 | Alfonso Oviedo (2)                        | Celaya                  | 32                | José Gómez (2)             | Atlante                |                     |  |
| 1977/1978                                                      | Zacatepec (4)           | 1–0                                       | Irapuato                                  | Ricardo Castro                            | Zacatepec               | 27                | Gustavo Cabañas            | Zacatepec              |                     |  |
| 1977/1978                                                      | Zacatepec (4)           | 3–1                                       | Irapuato                                  | Ricardo Castro                            | Zacatepec               | 27                | Gustavo Cabañas            | Zacatepec              |                     |  |
| 1978/1979                                                      | Atlas (3)               | 2–1                                       | Cuautla                                   | José Luis Suárez                          | Córdoba                 | 27                | Alfredo Torres (2)         | Atlas                  |                     |  |
| 1978/1979                                                      | Atlas (3)               | 1–1                                       | Cuautla                                   | José Luis Suárez                          | Córdoba                 | 27                | Alfredo Torres (2)         | Atlas                  |                     |  |
| 1979/1980                                                      | Atletas Campesinos (1)  | 0–0                                       | Osos Grises                               | Mario Díaz                                | Tulancingo              | 34                | Antonio Carbajal           | Atletas Campesinos     |                     |  |
| 1979/1980                                                      | Atletas Campesinos (1)  | 2–1                                       | Osos Grises                               | Mario Díaz                                | Tulancingo              | 34                | Antonio Carbajal           | Atletas Campesinos     |                     |  |
| 1980/1981                                                      | Morelia (1)             | 1–1                                       | Tapatío                                   | Ricardo Márquez                           | Jalisco                 | 28                | Diego Malta                | Morelia                |                     |  |
| 1980/1981                                                      | Morelia (1)             | 1–0                                       | Tapatío                                   | Ricardo Márquez                           | Jalisco                 | 28                | Diego Malta                | Morelia                |                     |  |
| 1981/1982                                                      | Oaxtepec (1)            | 1–0                                       | Tepic                                     | Rafael Chávez                             | Oaxtepec                | 24                | Edelmiro Arnauda           | Oaxtepec               |                     |  |
| 1981/1982                                                      | Oaxtepec (1)            | 2–1                                       | Tepic                                     | Rafael Chávez                             | Oaxtepec                | 24                | Edelmiro Arnauda           | Oaxtepec               |                     |  |
| 1982/1983                                                      | Unión de Curtidores (2) | 1–1                                       | Zamora                                    | Miguel Jiménez                            | Petroleros              | 27                | Alfredo Torres (3)         | Unión de Curtidores    |                     |  |
| 1982/1983                                                      | Unión de Curtidores (2) | 1–0                                       | Zamora                                    | Miguel Jiménez                            | Petroleros              | 27                | Alfredo Torres (3)         | Unión de Curtidores    |                     |  |
| 1983/1984                                                      | Zacatepec (5)           | 2–0                                       | Jalisco                                   | Miguel Jiménez (2)                        | Petroleros              | 25                | José Vela                  | Zacatepec              |                     |  |
| 1983/1984                                                      | Zacatepec (5)           | 1–1                                       | Jalisco                                   | Miguel Jiménez (2)                        | Petroleros              | 25                | José Vela                  | Zacatepec              |                     |  |
| 1984/1985                                                      | Irapuato (2)            | 3–2                                       | Pachuca                                   | Raúl Paredes                              | Correcaminos UAT        | 25                | Diego Malta (2)            | Irapuato               |                     |  |
| 1984/1985                                                      | Irapuato (2)            | 2–1                                       | Pachuca                                   | Raúl Paredes                              | Correcaminos UAT        | 25                | Diego Malta (2)            | Irapuato               |                     |  |
| 1985/1986                                                      | Cobras (1)              | 1–0                                       | Pachuca                                   | Antonio Manzanares                        | Pachuca                 | 24                | Jorge Gómez                | Cobras                 |                     |  |
| 1985/1986                                                      | Cobras (1)              | 2–1                                       | Pachuca                                   | Antonio Manzanares                        | Pachuca                 | 24                | Jorge Gómez                | Cobras                 |                     |  |
| 1986/1987                                                      | Correcaminos UAT (1)    | 0–0                                       | Querétaro                                 | Jaime Ríos                                | Zacatepec               | 26                | Diego Malta (3)            | Correcaminos UAT       |                     |  |
| 1986/1987                                                      | Correcaminos UAT (1)    | 1–1                                       | Querétaro                                 | Jaime Ríos                                | Zacatepec               | 26                | Diego Malta (3)            | Correcaminos UAT       |                     |  |
| 1986/1987                                                      | Correcaminos UAT (1)    | 0–0 (4–2 k)                               | Querétaro                                 | Jaime Ríos                                | Zacatepec               | 26                | Diego Malta (3)            | Correcaminos UAT       |                     |  |
| 1987/1988                                                      | Cobras (2)              | 0–0                                       | León                                      | Salvador Ochoa                            | Querétaro               | 23                | Joaquín Mendoza            | Cobras                 |                     |  |
| 1987/1988                                                      | Cobras (2)              | 1–1                                       | León                                      | Salvador Ochoa                            | Querétaro               | 23                | Joaquín Mendoza            | Cobras                 |                     |  |
| 1987/1988                                                      | Cobras (2)              | 1–0                                       | León                                      | Salvador Ochoa                            | Querétaro               | 23                | Joaquín Mendoza            | Cobras                 |                     |  |
| 1988/1989                                                      | Potros Neza (1)         | 1–0                                       | Atlético Yucatán                          | Gastón Obledo                             | Jalisco                 | 19                | Víctor Manuel Vucetich     | Potros Neza            |                     |  |
| 1988/1989                                                      | Potros Neza (1)         | 0–1                                       | Atlético Yucatán                          | Gastón Obledo                             | Jalisco                 | 19                | Víctor Manuel Vucetich     | Potros Neza            |                     |  |
| 1988/1989                                                      | Potros Neza (1)         | 3–0                                       | Atlético Yucatán                          | Gastón Obledo                             | Jalisco                 | 19                | Víctor Manuel Vucetich     | Potros Neza            |                     |  |
| 1989/1990                                                      | León (1)                | 3–0                                       | Inter Tijuana                             | Jaime Ríos                                | Zacatepec               | 21                | Víctor Manuel Vucetich (2) | León                   |                     |  |
| 1989/1990                                                      | León (1)                | 1–1                                       | Inter Tijuana                             | Jaime Ríos                                | Zacatepec               | 21                | Víctor Manuel Vucetich (2) | León                   |                     |  |
| 1989/1990                                                      | León (1)                | Raúl Torales                              | Inter Tijuana                             | Tepic                                     |                         | 21                | Víctor Manuel Vucetich (2) | León                   |                     |  |
| 1990/1991                                                      | Atlante (2)             | 2–2                                       | Pachuca                                   | Jaime Ríos                                | Zacatepec               | 23                | Luis Manuel Torres         | Atlante                |                     |  |
| 1990/1991                                                      | Atlante (2)             | 0–0 (9–8 k)                               | Pachuca                                   | Jaime Ríos                                | Zacatepec               | 23                | Luis Manuel Torres         | Atlante                |                     |  |
| 1991/1992                                                      | Pachuca (2)             | 1–2                                       | Zacatepec                                 | José Luis González                        | Pachuca                 | 20                | Benjamín Fal               | Pachuca                |                     |  |
| 1991/1992                                                      | Pachuca (2)             | 1–0 (11–10 k)                             | Zacatepec                                 | José Luis González                        | Pachuca                 | 20                | Benjamín Fal               | Pachuca                |                     |  |
| 1992/1993                                                      | Toros Neza (1)          | 1–0                                       | Tampico Madero                            | Francisco Díaz                            | Ayense                  | 27                | Jorge Gómez (2)            | Toros Neza             |                     |  |
| 1992/1993                                                      | Toros Neza (1)          | 0–0                                       | Tampico Madero                            | Francisco Díaz                            | Ayense                  | 27                | Jorge Gómez (2)            | Toros Neza             |                     |  |
| 1993/1994                                                      | Tampico Madero (1)      | 1–2                                       | Irapuato                                  | Eugenio Constantino                       | Pachuca                 | 19                | José Camacho               | Tampico Madero         |                     |  |
| 1993/1994                                                      | Tampico Madero (1)      | 3–1                                       | Irapuato                                  | Eugenio Constantino                       | Pachuca                 | 19                | José Camacho               | Tampico Madero         |                     |  |
| 1993/1994                                                      | Tampico Madero (1)      | Valentín Gómez                            | Irapuato                                  | Atlético Yucatán                          |                         | 19                | José Camacho               | Tampico Madero         |                     |  |
| 1994/1995                                                      | Celaya (2)              | 0–0                                       | Pachuca                                   | Marco Antonio de Almeida                  | Marte                   | 15                | Juan Manuel Álvarez        | Celaya                 |                     |  |
| 1994/1995                                                      | Celaya (2)              | 1–0 (pd)                                  | Pachuca                                   | Marco Antonio de Almeida                  | Marte                   | 15                | Juan Manuel Álvarez        | Celaya                 |                     |  |
| 1995/1996                                                      | Pachuca (3)             | 2–1                                       | Hermosillo                                | Lorenzo Sáez                              | Pachuca                 | 30                | Rubén Ayala                | Pachuca                |                     |  |
| 1995/1996                                                      | Pachuca (3)             | 2–1                                       | Hermosillo                                | Lorenzo Sáez                              | Pachuca                 | 30                | Rubén Ayala                | Pachuca                |                     |  |
| .                                                              |                         |                                           |                                           |                                           |                         |                   |                            |                        |                     |  |
| Invierno 1996                                                  | .                       | Tigres UANL (2)                           | 0–1                                       | Atlético Hidalgo                          | Nílson                  | Tigres UANL       | 11                         | Alberto Guerra         | Tigres UANL         |  |
| Invierno 1996                                                  | .                       | Tigres UANL (2)                           | 3–0                                       | Atlético Hidalgo                          | Nílson                  | Tigres UANL       | 11                         | Alberto Guerra         | Tigres UANL         |  |
| Verano 1997                                                    | .                       | Tigres UANL (3)                           | 0–1                                       | Correcaminos UAT                          | Ángel Lemus             | Irapuato          | 12                         | Alberto Guerra (2)     | Tigres UANL         |  |
| Verano 1997                                                    | .                       | Tigres UANL (3)                           | 4–0                                       | Correcaminos UAT                          | Ángel Lemus             | Irapuato          | 12                         | Alberto Guerra (2)     | Tigres UANL         |  |
| Verano 1997                                                    | .                       | Tigres UANL (3)                           | Carlos Pavón                              | Correcaminos UAT                          | Correcaminos UAT        |                   | 12                         | Alberto Guerra (2)     | Tigres UANL         |  |
| Tigres UANL                                                    |                         |                                           |                                           |                                           |                         |                   |                            |                        |                     |  |
| Invierno 1997                                                  | .                       | Pachuca (4)                               | 2–1                                       | Zacatecas                                 | Niver Arboleda          | Zacatepec         | 17                         | Andrés Fassi           | Pachuca             |  |
| Invierno 1997                                                  | .                       | Pachuca (4)                               | 0–0                                       | Zacatecas                                 | Niver Arboleda          | Zacatepec         | 17                         | Andrés Fassi           | Pachuca             |  |
| Verano 1998                                                    | .                       | Tigrillos (1)                             | 1–3                                       | Zacatepec                                 | Daniel Fascioli         | Correcaminos UAT  | 12                         | Sergio Orduña          | Tigrillos           |  |
| Verano 1998                                                    | .                       | Tigrillos (1)                             | 3–0                                       | Zacatepec                                 | Daniel Fascioli         | Correcaminos UAT  | 12                         | Sergio Orduña          | Tigrillos           |  |
| Verano 1998                                                    | .                       | Tigrillos (1)                             | Valtencir Gomes                           | Zacatepec                                 | Tigrillos               |                   | 12                         | Sergio Orduña          | Tigrillos           |  |
| Verano 1998                                                    | .                       | Tigrillos (1)                             | Carlos Morales                            | Zacatepec                                 | Pachuca                 |                   | 12                         | Sergio Orduña          | Tigrillos           |  |
| Tigrillos 2–2 Pachuca' \| 'Pachuca 2–0 Tigrillos               |                         |                                           |                                           |                                           |                         |                   |                            |                        |                     |  |
| Invierno 1998                                                  | .                       | Atlético Yucatán (1)                      | 0–0                                       | Chivas Tijuana                            | Christian Morales       | Irapuato          | 19                         | Enrique López Zarza    | Atlético Yucatán    |  |
| Invierno 1998                                                  | .                       | Atlético Yucatán (1)                      | 1–0                                       | Chivas Tijuana                            | Christian Morales       | Irapuato          | 19                         | Enrique López Zarza    | Atlético Yucatán    |  |
| Verano 1999                                                    | .                       | Unión de Curtidores (3)                   | 1–1                                       | Cruz Azul Hidalgo                         | Ángel Lemus (2)         | San Luis          | 16                         | Carlos Bracamontes     | Unión de Curtidores |  |
| Verano 1999                                                    | .                       | Unión de Curtidores (3)                   | 2–1                                       | Cruz Azul Hidalgo                         | Ángel Lemus (2)         | San Luis          | 16                         | Carlos Bracamontes     | Unión de Curtidores |  |
| Yucatán 0–2 Unión' \| 'Unión 5–1 Yucatán                       |                         |                                           |                                           |                                           |                         |                   |                            |                        |                     |  |
| Invierno 1999                                                  | .                       | Irapuato (3)                              | 3–1                                       | Zacatepec                                 | Christian Morales (2)   | Irapuato          | 17                         | Juan Alvarado          | Irapuato            |  |
| Invierno 1999                                                  | .                       | Irapuato (3)                              | 2–2                                       | Zacatepec                                 | Christian Morales (2)   | Irapuato          | 17                         | Juan Alvarado          | Irapuato            |  |
| Verano 2000                                                    | .                       | Irapuato (4)                              | 2–2                                       | Cruz Azul Hidalgo                         | Carlos Muñoz            | Lobos BUAP        | 15                         | Juan Alvarado (2)      | Irapuato            |  |
| Verano 2000                                                    | .                       | Irapuato (4)                              | 2–2 (4–2 k)                               | Cruz Azul Hidalgo                         | Carlos Muñoz            | Lobos BUAP        | 15                         | Juan Alvarado (2)      | Irapuato            |  |
| Verano 2000                                                    | .                       | Irapuato (4)                              | Emanoel Sacramento                        | Cruz Azul Hidalgo                         | Lobos BUAP              |                   | 15                         | Juan Alvarado (2)      | Irapuato            |  |
| Irapuato                                                       |                         |                                           |                                           |                                           |                         |                   |                            |                        |                     |  |
| Invierno 2000                                                  | .                       | Aguascalientes (1)                        | 1–1                                       | La Piedad                                 | Christian Patiño        | La Piedad         | 16                         | Antonio Ascencio       | Aguascalientes      |  |
| Invierno 2000                                                  | .                       | Aguascalientes (1)                        | 5–3                                       | La Piedad                                 | Christian Patiño        | La Piedad         | 16                         | Antonio Ascencio       | Aguascalientes      |  |
| Verano 2001                                                    | .                       | La Piedad (2)                             | 3–3                                       | Toros Neza                                | Héctor Giménez          | Aguascalientes    | 16                         | Carlos Bracamontes (2) | La Piedad           |  |
| Verano 2001                                                    | .                       | La Piedad (2)                             | 4–2                                       | Toros Neza                                | Héctor Giménez          | Aguascalientes    | 16                         | Carlos Bracamontes (2) | La Piedad           |  |
| Aguascalientes 1–0 La Piedad' \| 'La Piedad 4–1 Aguascalientes |                         |                                           |                                           |                                           |                         |                   |                            |                        |                     |  |
| Invierno 2001                                                  | .                       | Veracruz (1)                              | 2–2                                       | San Luis                                  | Héctor Álvarez          | Tampico Madero    | 16                         | Pablo Centrone         | Veracruz            |  |
| Invierno 2001                                                  | .                       | Veracruz (1)                              | 2–0                                       | San Luis                                  | Héctor Álvarez          | Tampico Madero    | 16                         | Pablo Centrone         | Veracruz            |  |
| Verano 2002                                                    | .                       | San Luis (3)                              | 1–4                                       | Tigrillos                                 | Ariel González          | Querétaro         | 15                         | Juan Antonio Luna      | San Luis            |  |
| Verano 2002                                                    | .                       | San Luis (3)                              | 4–0 (pd)                                  | Tigrillos                                 | Ariel González          | Querétaro         | 15                         | Juan Antonio Luna      | San Luis            |  |
| Veracruz 1–1 San Luis' \| 'San Luis 3–1 Veracruz               |                         |                                           |                                           |                                           |                         |                   |                            |                        |                     |  |
| Apertura 2002                                                  | .                       | Irapuato (5)                              | 0–0                                       | La Piedad                                 | Héctor Álvarez (2)      | Zacatepec         | 23                         | José Luis Saldívar     | Irapuato            |  |
| Apertura 2002                                                  | .                       | Irapuato (5)                              | 0–0 (5–4 k)                               | La Piedad                                 | Héctor Álvarez (2)      | Zacatepec         | 23                         | José Luis Saldívar     | Irapuato            |  |
| Clausura 2003                                                  | .                       | León (2)                                  | 1–1                                       | Tapatío                                   | Héctor Álvarez (3)      | Zacatepec         | 16                         | Carlos Reinoso         | León                |  |
| Clausura 2003                                                  | .                       | León (2)                                  | 2–1                                       | Tapatío                                   | Héctor Álvarez (3)      | Zacatepec         | 16                         | Carlos Reinoso         | León                |  |
| León 1–2 Irapuato' \| 'Irapuato 1–0 León                       |                         |                                           |                                           |                                           |                         |                   |                            |                        |                     |  |
| Apertura 2003                                                  | .                       | Dorados (1)                               | 2–3                                       | Cobras                                    | Héctor Álvarez (4)      | León              | 17                         | Juan Carlos Chávez     | Dorados             |  |
| Apertura 2003                                                  | .                       | Dorados (1)                               | 5–3 (pd)                                  | Cobras                                    | Héctor Álvarez (4)      | León              | 17                         | Juan Carlos Chávez     | Dorados             |  |
| Clausura 2004                                                  | .                       | León (3)                                  | 1–0                                       | Dorados                                   | Francisco Bravo         | Zacatepec         | 18                         | José Luis Saldívar (2) | León                |  |
| Clausura 2004                                                  | .                       | León (3)                                  | 1–1                                       | Dorados                                   | Francisco Bravo         | Zacatepec         | 18                         | José Luis Saldívar (2) | León                |  |
| Clausura 2004                                                  | .                       | León (3)                                  | Mauro Gerk                                | Dorados                                   | Celaya                  |                   | 18                         | José Luis Saldívar (2) | León                |  |
| León 2–2 Dorados' \| 'Dorados 2–1 León                         |                         |                                           |                                           |                                           |                         |                   |                            |                        |                     |  |
| Apertura 2004                                                  | .                       | San Luis (4)                              | 0–1                                       | Atlético Mexiquense                       | Ariel González (2)      | San Luis          | 16                         | Carlos Reinoso (2)     | San Luis            |  |
| Apertura 2004                                                  | .                       | San Luis (4)                              | 3–1 (pd)                                  | Atlético Mexiquense                       | Ariel González (2)      | San Luis          | 16                         | Carlos Reinoso (2)     | San Luis            |  |
| Clausura 2005                                                  | .                       | Querétaro (1)                             | 2–1                                       | León                                      | Rubén Gigena            | Cruz Azul Oaxaca  | 17                         | Carlos Jara Saguier    | Querétaro           |  |
| Clausura 2005                                                  | .                       | Querétaro (1)                             | 1–1                                       | León                                      | Rubén Gigena            | Cruz Azul Oaxaca  | 17                         | Carlos Jara Saguier    | Querétaro           |  |
| Querétaro 2–1 San Luis' \| 'San Luis 2–0 (pd) Querétaro        |                         |                                           |                                           |                                           |                         |                   |                            |                        |                     |  |
| Apertura 2005                                                  | .                       | Puebla (1)                                | 1–1                                       | Cruz Azul Oaxaca                          | Mauricio Romero         | Coyotes           | 16                         | Paul Moreno            | Puebla              |  |
| Apertura 2005                                                  | .                       | Puebla (1)                                | 1–0                                       | Cruz Azul Oaxaca                          | Mauricio Romero         | Coyotes           | 16                         | Paul Moreno            | Puebla              |  |
| Clausura 2006                                                  | .                       | Querétaro (2)                             | 1–2                                       | Indios                                    | Diego Olsina            | Coatzacoalcos     | 15                         | Salvador Reyes Jr.     | Querétaro           |  |
| Clausura 2006                                                  | .                       | Querétaro (2)                             | 2–1 (4–3 k)                               | Indios                                    | Diego Olsina            | Coatzacoalcos     | 15                         | Salvador Reyes Jr.     | Querétaro           |  |
| Puebla 1–2 Querétaro' \| 'Querétaro 3–0 Puebla                 |                         |                                           |                                           |                                           |                         |                   |                            |                        |                     |  |
| Apertura 2006                                                  | .                       | Puebla (2)                                | 1–1                                       | Petroleros                                | Álvaro González         | Puebla            | 14                         | José Luis Sánchez Solá | Puebla              |  |
| Apertura 2006                                                  | .                       | Puebla (2)                                | 2–2 (6–5 k)                               | Petroleros                                | Álvaro González         | Puebla            | 14                         | José Luis Sánchez Solá | Puebla              |  |
| Clausura 2007                                                  | .                       | Dorados (2)                               | 1–3                                       | León                                      | Álvaro González (2)     | Puebla            | 16                         | Hugo Fernández         | Dorados             |  |
| Clausura 2007                                                  | .                       | Dorados (2)                               | 4–1                                       | León                                      | Álvaro González (2)     | Puebla            | 16                         | Hugo Fernández         | Dorados             |  |
| Dorados 1–1 Puebla' \| 'Puebla 3–2 Dorados                     |                         |                                           |                                           |                                           |                         |                   |                            |                        |                     |  |
| Apertura 2007                                                  | .                       | Indios (1)                                | 3–0                                       | Dorados                                   | Mauricio Romero (2)     | León              | 14                         | Sergio Orduña (2)      | Indios              |  |
| Apertura 2007                                                  | .                       | Indios (1)                                | 4–0                                       | Dorados                                   | Mauricio Romero (2)     | León              | 14                         | Sergio Orduña (2)      | Indios              |  |
| Clausura 2008                                                  | .                       | León (4)                                  | 2–2                                       | Dorados                                   | Fredy Bareiro           | León              | 17                         | Sergio Bueno           | León                |  |
| Clausura 2008                                                  | .                       | León (4)                                  | 1–0                                       | Dorados                                   | Fredy Bareiro           | León              | 17                         | Sergio Bueno           | León                |  |
| Indios 1–0 León \| León 2–2 Indios                             |                         |                                           |                                           |                                           |                         |                   |                            |                        |                     |  |
| Apertura 2008                                                  | .                       | Querétaro (3)                             | 0–0                                       | Irapuato                                  | Raúl Enríquez           | Tijuana           | 14                         | Héctor Medrano         | Querétaro           |  |
| Apertura 2008                                                  | .                       | Querétaro (3)                             | 2–0                                       | Irapuato                                  | Raúl Enríquez           | Tijuana           | 14                         | Héctor Medrano         | Querétaro           |  |
| Apertura 2008                                                  | .                       | Querétaro (3)                             | Mauro Gerk (2)                            | Irapuato                                  | Querétaro               |                   | 14                         | Héctor Medrano         | Querétaro           |  |
| Clausura 2009                                                  | .                       | Venados (1)                               | 1–0                                       | Tijuana                                   | Sebastián Maz           | Dorados           | 15                         | David Patiño           | Venados             |  |
| Clausura 2009                                                  | .                       | Venados (1)                               | 0–0                                       | Tijuana                                   | Sebastián Maz           | Dorados           | 15                         | David Patiño           | Venados             |  |
| Querétaro 2–1 Mérida \| Mérida 1–0 (4–5 k) Querétaro           |                         |                                           |                                           |                                           |                         |                   |                            |                        |                     |  |
| Apertura 2009                                                  | .                       | Necaxa (1)                                | 1–0                                       | Irapuato                                  | Ariel González (3)      | Irapuato          | 11                         | Omar Arellano          | Necaxa              |  |
| Apertura 2009                                                  | .                       | Necaxa (1)                                | 3–3 (pd)                                  | Irapuato                                  | Ariel González (3)      | Irapuato          | 11                         | Omar Arellano          | Necaxa              |  |
| Bicentenario 2010                                              | .                       | Necaxa (2)                                | 3–0                                       | León                                      | Carlos Casartelli       | León              | 11                         | Omar Arellano (2)      | Necaxa              |  |
| Bicentenario 2010                                              | .                       | Necaxa (2)                                | 1–2                                       | León                                      | Carlos Casartelli       | León              | 11                         | Omar Arellano (2)      | Necaxa              |  |
| Bicentenario 2010                                              | .                       | Necaxa (2)                                | Ariel González (4)                        | León                                      | Irapuato                |                   | 11                         | Omar Arellano (2)      | Necaxa              |  |
| Necaxa                                                         |                         |                                           |                                           |                                           |                         |                   |                            |                        |                     |  |
| Apertura 2010                                                  | .                       | Tijuana (1)                               | 2–0                                       | Veracruz                                  | Eder Pacheco            | Alacranes         | 13                         | Joaquín del Olmo       | Tijuana             |  |
| Apertura 2010                                                  | .                       | Tijuana (1)                               | 1–0                                       | Veracruz                                  | Eder Pacheco            | Alacranes         | 13                         | Joaquín del Olmo       | Tijuana             |  |
| Clausura 2011                                                  | .                       | Irapuato (6)                              | 1–1                                       | Tijuana                                   | Blas Pérez              | León              | 14                         | Ignacio Rodríguez      | Irapuato            |  |
| Clausura 2011                                                  | .                       | Irapuato (6)                              | 1–0                                       | Tijuana                                   | Blas Pérez              | León              | 14                         | Ignacio Rodríguez      | Irapuato            |  |
| Irapuato 0–0 Tijuana' \| 'Tijuana 2–1 Irapuato                 |                         |                                           |                                           |                                           |                         |                   |                            |                        |                     |  |
| Apertura 2011                                                  | .                       | Correcaminos UAT (2)                      | 3–1                                       | La Piedad                                 | Roberto Nicolás Saucedo | Correcaminos UAT  | 13                         | Ignacio Rodríguez (2)  | Correcaminos UAT    |  |
| Apertura 2011                                                  | .                       | Correcaminos UAT (2)                      | 1–0                                       | La Piedad                                 | Roberto Nicolás Saucedo | Correcaminos UAT  | 13                         | Ignacio Rodríguez (2)  | Correcaminos UAT    |  |
| Clausura 2012                                                  | .                       | León (5)                                  | 3–3                                       | Lobos BUAP                                | Sebastián Maz (2)       | León              | 13                         | Gustavo Matosas        | León                |  |
| Clausura 2012                                                  | .                       | León (5)                                  | 4–0                                       | Lobos BUAP                                | Sebastián Maz (2)       | León              | 13                         | Gustavo Matosas        | León                |  |
| Correcaminos UAT 2–1 León' \| 'León 5–0 Correcaminos UAT       |                         |                                           |                                           |                                           |                         |                   |                            |                        |                     |  |
| Apertura 2012                                                  | .                       | La Piedad (3)                             | 0–1                                       | Dorados                                   | Víctor Lojero           | Necaxa            | 11                         | Cristóbal Ortega       | La Piedad           |  |
| Apertura 2012                                                  | .                       | La Piedad (3)                             | 3–1 (pd)                                  | Dorados                                   | Víctor Lojero           | Necaxa            | 11                         | Cristóbal Ortega       | La Piedad           |  |
| Apertura 2012                                                  | .                       | La Piedad (3)                             | Rodrigo Prieto                            | Dorados                                   | Neza                    |                   | 11                         | Cristóbal Ortega       | La Piedad           |  |
| Clausura 2013                                                  | .                       | Neza (1)                                  | 3–0                                       | Necaxa                                    | Víctor Lojero (2)       | Necaxa            | 12                         | Roberto Hernández      | Neza                |  |
| Clausura 2013                                                  | .                       | Neza (1)                                  | 1–0                                       | Necaxa                                    | Víctor Lojero (2)       | Necaxa            | 12                         | Roberto Hernández      | Neza                |  |
| La Piedad 0–1 Neza \| Neza 0–1 (3–5 k) La Piedad               |                         |                                           |                                           |                                           |                         |                   |                            |                        |                     |  |
| Apertura 2013                                                  | .                       | UdeG (1)                                  | 1–0                                       | Necaxa                                    | Gustavo Ramírez         | Alebrijes         | 11                         | Alfonso Sosa           | UdeG                |  |
| Apertura 2013                                                  | .                       | UdeG (1)                                  | 1–1                                       | Necaxa                                    | Gustavo Ramírez         | Alebrijes         | 11                         | Alfonso Sosa           | UdeG                |  |
| Clausura 2014                                                  | .                       | Tecos UAG (2)                             | 0–0                                       | Correcaminos UAT                          | Roberto Nurse           | Correcaminos UAT  | 12                         | Pako Ayestarán         | Tecos UAG           |  |
| Clausura 2014                                                  | .                       | Tecos UAG (2)                             | 1–1 (4–3 k)                               | Correcaminos UAT                          | Roberto Nurse           | Correcaminos UAT  | 12                         | Pako Ayestarán         | Tecos UAG           |  |
| Tecos UAG 0–0 UdeG' \| 'UdeG 1–1 (4–3 k) Tecos UAG             |                         |                                           |                                           |                                           |                         |                   |                            |                        |                     |  |
| Apertura 2014                                                  | .                       | Necaxa (3)                                | 0–0                                       | Tepic                                     | Diego Jiménez           | Lobos BUAP        | 10                         | Miguel Fuentes         | Necaxa              |  |
| Apertura 2014                                                  | .                       | Necaxa (3)                                | 4–4 (5–4 k)                               | Tepic                                     | Diego Jiménez           | Lobos BUAP        | 10                         | Miguel Fuentes         | Necaxa              |  |
| Apertura 2014                                                  | .                       | Necaxa (3)                                | Giancarlo Maldonado                       | Tepic                                     | Atlante                 |                   | 10                         | Miguel Fuentes         | Necaxa              |  |
| Clausura 2015                                                  | .                       | Dorados (3)                               | 3–0                                       | Atlético San Luis                         | Leandro Carrijó         | Atlético San Luis | 10                         | Carlos Bustos          | Dorados             |  |
| Clausura 2015                                                  | .                       | Dorados (3)                               | 0–1                                       | Atlético San Luis                         | Leandro Carrijó         | Atlético San Luis | 10                         | Carlos Bustos          | Dorados             |  |
| Clausura 2015                                                  | .                       | Dorados (3)                               | Roberto Nurse (2)                         | Atlético San Luis                         | Dorados                 |                   | 10                         | Carlos Bustos          | Dorados             |  |
| Dorados 1–1 Necaxa \| Necaxa 0–2 Dorados                       |                         |                                           |                                           |                                           |                         |                   |                            |                        |                     |  |
| Apertura 2015                                                  | .                       | Juárez (1)                                | 0–1                                       | Atlante                                   | Carlos Garcés           | Atlante           | 11                         | Sergio Orduña (3)      | Juárez              |  |
| Apertura 2015                                                  | .                       | Juárez (1)                                | 3–0                                       | Atlante                                   | Carlos Garcés           | Atlante           | 11                         | Sergio Orduña (3)      | Juárez              |  |
| Clausura 2016                                                  | .                       | Necaxa (4)                                | 2–0                                       | Mineros                                   | Ismael Valadéz          | Cafetaleros       | 10                         | Alfonso Sosa (2)       | Necaxa              |  |
| Clausura 2016                                                  | .                       | Necaxa (4)                                | 0–0                                       | Mineros                                   | Ismael Valadéz          | Cafetaleros       | 10                         | Alfonso Sosa (2)       | Necaxa              |  |
| Necaxa 1–0 Juárez \| Juárez 0–2 Necaxa                         |                         |                                           |                                           |                                           |                         |                   |                            |                        |                     |  |
| Apertura 2016                                                  | .                       | Dorados (4)                               | 3–2                                       | Atlante                                   | Roberto Nurse (3)       | Mineros           | 16                         | Gabriel Caballero      | Dorados             |  |
| Apertura 2016                                                  | .                       | Dorados (4)                               | 1–0                                       | Atlante                                   | Roberto Nurse (3)       | Mineros           | 16                         | Gabriel Caballero      | Dorados             |  |
| Clausura 2017                                                  | .                       | Lobos BUAP (1)                            | 2–1                                       | Juárez                                    | Diego Jiménez (2)       | Lobos BUAP        | 10                         | Rafael Puente Jr.      | Lobos BUAP          |  |
| Clausura 2017                                                  | .                       | Lobos BUAP (1)                            | 2–1                                       | Juárez                                    | Diego Jiménez (2)       | Lobos BUAP        | 10                         | Rafael Puente Jr.      | Lobos BUAP          |  |
| Lobos BUAP 1–0 Dorados \| Dorados 2–2 Lobos BUAP               |                         |                                           |                                           |                                           |                         |                   |                            |                        |                     |  |
| Apertura 2017                                                  | .                       | Alebrijes (1)                             | 1–0                                       | Juárez                                    | Guillermo Madrigal      | Alebrijes         | 12                         | Irving Rubirosa        | Alebrijes           |  |
| Apertura 2017                                                  | .                       | Alebrijes (1)                             | 1–2 (4–2 k)                               | Juárez                                    | Guillermo Madrigal      | Alebrijes         | 12                         | Irving Rubirosa        | Alebrijes           |  |
| Clausura 2018                                                  | .                       | Cafetaleros (1)                           | 1–0                                       | UdeG                                      | Guillermo Martínez      | Mineros           | 11                         | Gabriel Caballero (2)  | Cafetaleros         |  |
| Clausura 2018                                                  | .                       | Cafetaleros (1)                           | 2–2                                       | UdeG                                      | Guillermo Martínez      | Mineros           | 11                         | Gabriel Caballero (2)  | Cafetaleros         |  |
| Cafetaleros 5–1 Alebrijes \| Alebrijes 2–1 Cafetaleros         |                         |                                           |                                           |                                           |                         |                   |                            |                        |                     |  |
| Apertura 2018                                                  | .                       | Atlético San Luis (1)                     | 0–1                                       | Dorados                                   | Nicolás Ibáñez          | Atlético San Luis | 8                          | Alfonso Sosa (3)       | Atlético San Luis   |  |
| Apertura 2018                                                  | .                       | Atlético San Luis (1)                     | 4–2 (pd)                                  | Dorados                                   | Roberto Nurse (4)       | Mineros           | 8                          | Alfonso Sosa (3)       | Atlético San Luis   |  |
| Clausura 2019                                                  | .                       | Atlético San Luis (2)                     | 1–1                                       | Dorados                                   | Nicolás Ibáñez (2)      | Atlético San Luis | 11                         | Alfonso Sosa (4)       | Atlético San Luis   |  |
| Clausura 2019                                                  | .                       | Atlético San Luis (2)                     | 1–0 (pd)                                  | Dorados                                   | Nicolás Ibáñez (2)      | Atlético San Luis | 11                         | Alfonso Sosa (4)       | Atlético San Luis   |  |
| Atlético San Luis                                              |                         |                                           |                                           |                                           |                         |                   |                            |                        |                     |  |
| Apertura 2019                                                  | .                       | Alebrijes (2)                             | 3–1                                       | Zacatepec                                 | Víctor Mañón            | Loros UdeC        | 8                          | Alejandro Pérez        | Alebrijes           |  |
| Apertura 2019                                                  | .                       | Alebrijes (2)                             | 2–2                                       | Zacatepec                                 | Víctor Mañón            | Loros UdeC        | 8                          | Alejandro Pérez        | Alebrijes           |  |
| Clausura 2020                                                  | .                       | przerwane ze względu na pandemię COVID-19 | przerwane ze względu na pandemię COVID-19 | przerwane ze względu na pandemię COVID-19 |                         |                   |                            |                        |                     |  |
| .                                                              |                         |                                           |                                           |                                           |                         |                   |                            |                        |                     |  |
| Guard1anes 2020                                                | .                       | Tampico Madero (2)                        | 1–1                                       | Atlante                                   | Alberto Alvarado        | Correcaminos UAT  | 7                          | Gerardo Espinoza       | Tampico Madero      |  |
| Guard1anes 2020                                                | .                       | Tampico Madero (2)                        | 1–1                                       | Atlante                                   | Lizandro Echeverría     | Venados           | 7                          | Gerardo Espinoza       | Tampico Madero      |  |
| Guard1anes 2020                                                | .                       | Tampico Madero (2)                        | 3–2 (pd)                                  | Atlante                                   | Guillermo Martínez (2)  | Celaya            | 7                          | Gerardo Espinoza       | Tampico Madero      |  |
| Guard1anes 2020                                                | .                       | Tampico Madero (2)                        | 3–2 (pd)                                  | Atlante                                   | Gustavo Ramírez (2)     | Morelia           | 7                          | Gerardo Espinoza       | Tampico Madero      |  |
| Guard1anes 2021                                                | .                       | Tepatitlán (1)                            | 1–0                                       | Morelia                                   | Julio Cruz              | Alebrijes         | 10                         | Francisco Ramírez      | Tepatitlán          |  |
| Guard1anes 2021                                                | .                       | Tepatitlán (1)                            | 2–2                                       | Morelia                                   | Julio Cruz              | Alebrijes         | 10                         | Francisco Ramírez      | Tepatitlán          |  |
| Apertura 2021                                                  | .                       | Atlante (3)                               | 0–0                                       | Tampico Madero                            | José Raúl Zúñiga        | Dorados           | 12                         | Mario García           | Atlante             |  |
| Apertura 2021                                                  | .                       | Atlante (3)                               | 3–0                                       | Tampico Madero                            | José Raúl Zúñiga        | Dorados           | 12                         | Mario García           | Atlante             |  |
| Clausura 2022                                                  | .                       | Morelia (2)                               | 0–0                                       | Cimarrones                                | Juan David Angulo       | Tepatitlán        | 8                          | Ricardo Valiño         | Morelia             |  |
| Clausura 2022                                                  | .                       | Morelia (2)                               | 2–0                                       | Cimarrones                                | Juan Machado            | Raya2             | 8                          | Ricardo Valiño         | Morelia             |  |
| Clausura 2022                                                  | .                       | Morelia (2)                               | 2–0                                       | Cimarrones                                | Óscar Rai Villa         | Cimarrones        | 8                          | Ricardo Valiño         | Morelia             |  |
| Apertura 2022                                                  | .                       | Atlante (4)                               | 0–0                                       | Celaya                                    | Diego Jiménez (3)       | Cimarrones        | 12                         | Mario García (2)       | Atlante             |  |
| Apertura 2022                                                  | .                       | Atlante (4)                               | 3–1 (pd)                                  | Celaya                                    | Diego Jiménez (3)       | Cimarrones        | 12                         | Mario García (2)       | Atlante             |  |
| Clausura 2023                                                  | .                       | Tapatío (1)                               | 2–1                                       | Morelia                                   | Ricardo Marín           | Celaya            | 9                          | Gerardo Espinoza (2)   | Tapatío             |  |
| Clausura 2023                                                  | .                       | Tapatío (1)                               | 2–2 (pd)                                  | Morelia                                   | Ricardo Marín           | Celaya            | 9                          | Gerardo Espinoza (2)   | Tapatío             |  |
| Apertura 2023                                                  | .                       | Cancún (1)                                | 0–0                                       | Atlante                                   | Luis Razo               | Mineros           | 10                         | Luis Arce              | Cancún              |  |
| Apertura 2023                                                  | .                       | Cancún (1)                                | 3–0                                       | Atlante                                   | Luis Razo               | Mineros           | 10                         | Luis Arce              | Cancún              |  |
| Clausura 2024                                                  | .                       | Atlante (5)                               | 2–0                                       | UdeG                                      | José Rodríguez          | Cancún            | 9                          | Daniel Alcántar        | Atlante             |  |
| Clausura 2024                                                  | .                       | Atlante (5)                               | 2–1                                       | UdeG                                      | José Rodríguez          | Cancún            | 9                          | Daniel Alcántar        | Atlante             |  |
| Apertura 2024                                                  | .                       | Tapatío (2)                               | 2–1                                       | Celaya                                    | Vladimir Moragrega      | Atlante           | 11                         | José Luis Meléndez     | Tapatío             |  |
| Apertura 2024                                                  | .                       | Tapatío (2)                               | 3–2                                       | Celaya                                    | Vladimir Moragrega      | Atlante           | 11                         | José Luis Meléndez     | Tapatío             |  |
| Clausura 2025                                                  | .                       | UdeG (2)                                  | 1–2                                       | Jaiba Brava                               | Jesús Ocejo             | UdeG              | 13                         | Alfonso Sosa (5)       | UdeG                |  |
| Clausura 2025                                                  | .                       | UdeG (2)                                  | 1–0 (5–4 k)                               | Jaiba Brava                               | Jesús Ocejo             | UdeG              | 13                         | Alfonso Sosa (5)       | UdeG                |  |

- pd – po dogrywce
- k – seria rzutów karnych

W kolumnie „mistrz” w nawiasie podano, który w swojej historii tytuł mistrza drugiej ligi meksykańskiej zdobył dany klub.

W kolumnie „zawodnik” w nawiasie podano, który w swojej karierze tytuł króla strzelców drugiej ligi meksykańskiej zdobył piłkarz.

W kolumnie „trener” w nawiasie podano, który w swojej karierze tytuł mistrza drugiej ligi meksykańskiej zdobył trener.

Brak nawiasu w kolumnach „zawodnik” lub „trener” oznacza pierwszy tytuł.
Pogrubioną czcionką oznaczono drużynę, która na koniec rocznych rozgrywek awansowała do pierwszej ligi.